# SN 2000dj
SN 2000dj – supernowa typu II odkryta 8 września 2000 roku w galaktyce NGC 735. W momencie odkrycia miała maksymalną jasność 17,40m.